# Argentina (ryba)
Argentina – rodzaj morskich ryb z rodziny srebrzykowatych (Argentinidae), znanych pod nazwą srebrzyki lub argentyny.

## Zasięg występowania
Ocean Spokojny, Indyjski i Atlantycki, na głębokościach do kilkuset metrów.

## Klasyfikacja
Gatunki zaliczane do tego rodzaju:
- Argentina aliceae
- Argentina australiae
- Argentina brasiliensis
- Argentina brucei
- Argentina elongata
- Argentina euchus
- Argentina georgei
- Argentina kagoshimae
- Argentina sialis – argentyna północnopacyficzna[4]
- Argentina silus – argentyna wielka[5], argentynka[6], srebrzyk opałek[7], srebrzyk wielki[8]
- Argentina sphyraena – argentyna smukła[5], srebrzyk smukły[8]
- Argentina stewarti
- Argentina striata – argentyna pręgowana[5], srebrzyk pręgowany[8]

Gatunkiem typowym jest Argentina sphyraena.

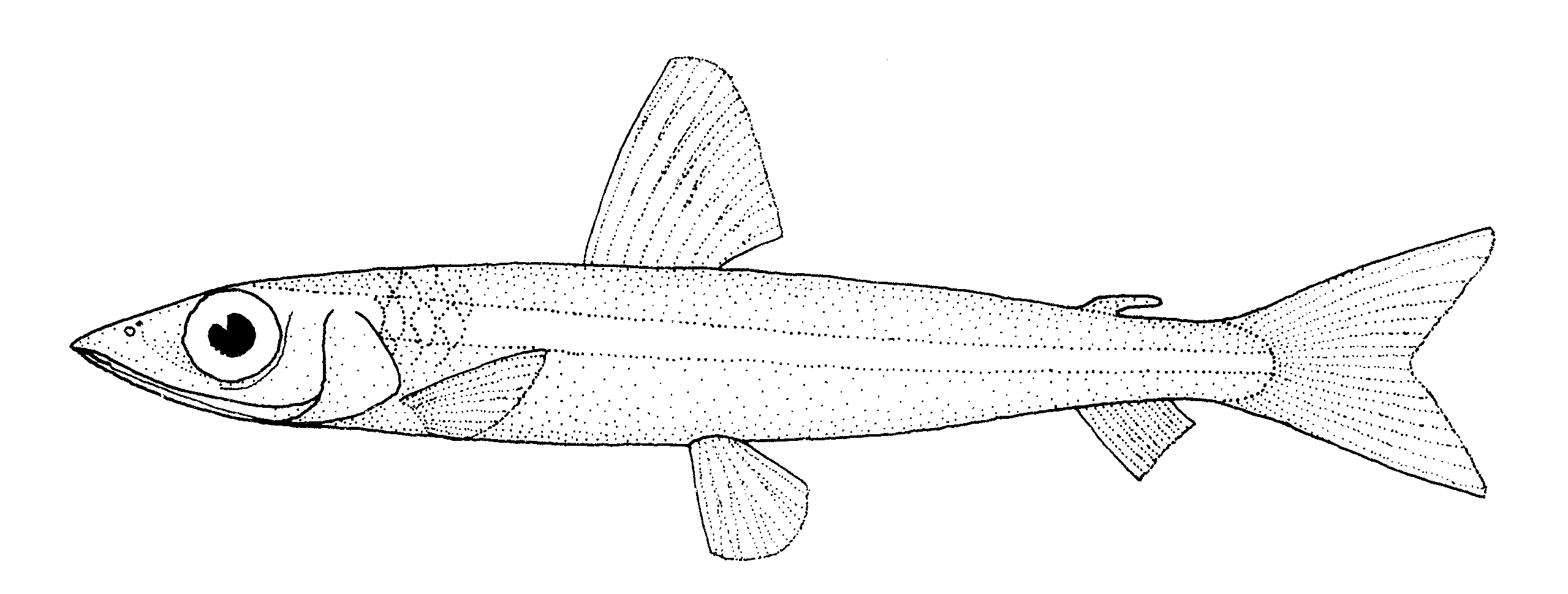
Argentina elongata
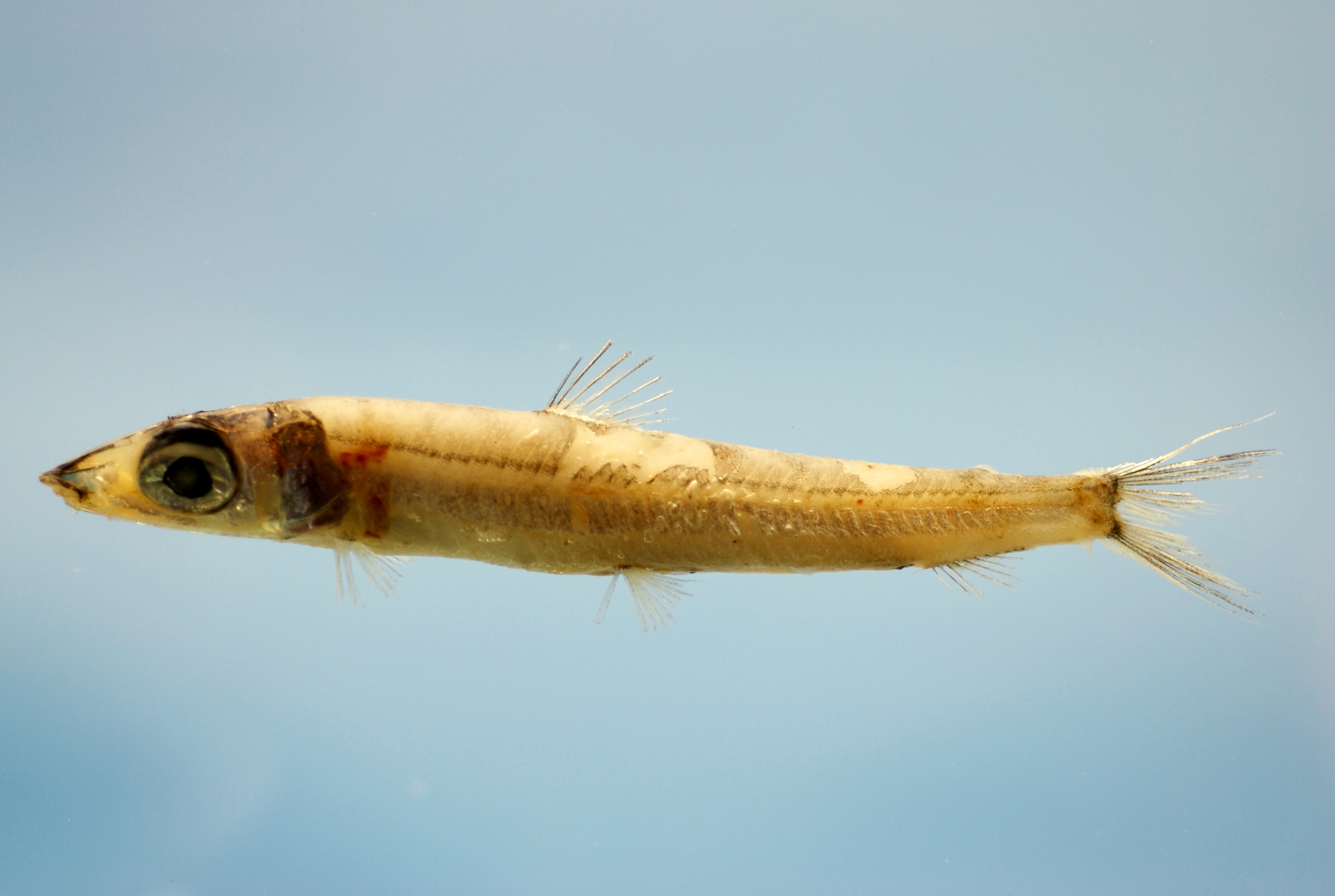
Argentina georgei
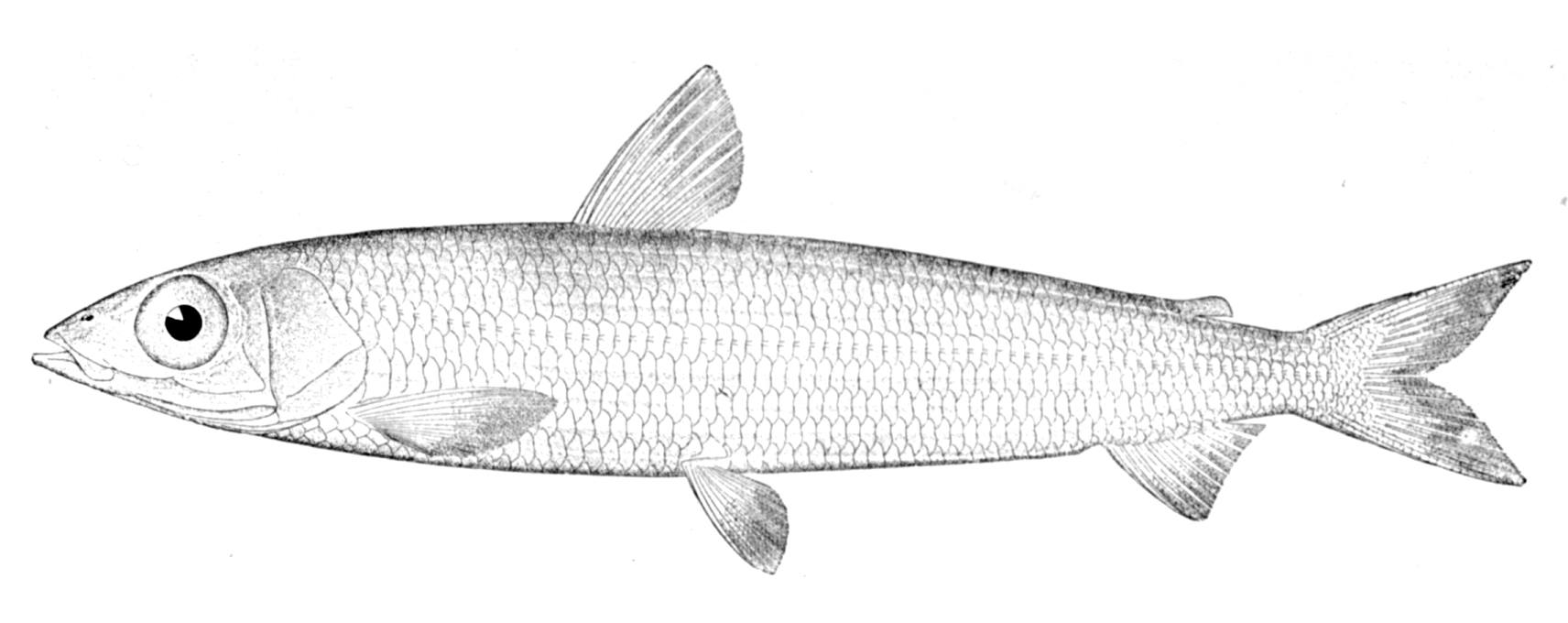
Argentina silus
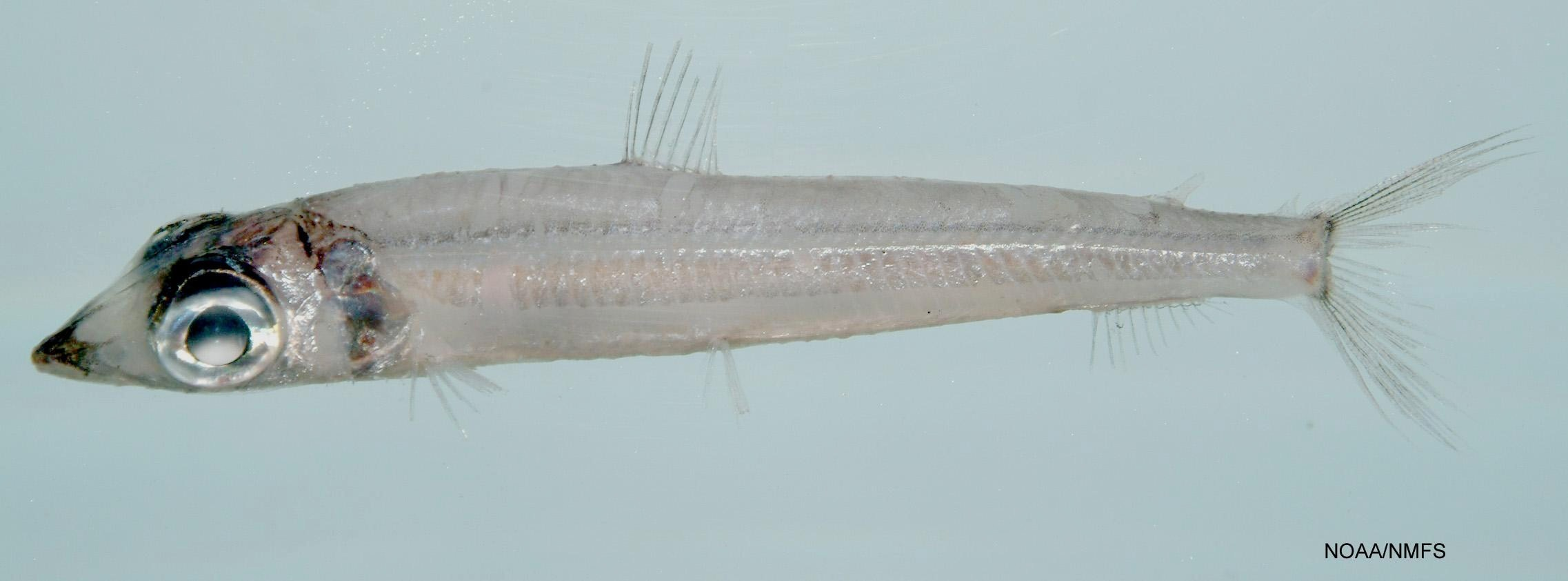
Argentina striata